# Song Min-ho
Song Min-ho (hangul: 송민호; Yongin, 30 de março de 1993), mais conhecido por seu nome artístico Mino, é um rapper, cantor, compositor, produtor musical e pintor sul-coreano. Ele é integrante do grupo WINNER e participou do drama coreano The Strongest K-POP Survival.

## Pré-estreia
Song Min-ho nasceu em Yongin, Coreia do Sul. Ele se formou na Escola Secundária de Artes Hanlim.

## Carreira
Song Min-ho começou sua carreira underground sob o nome de "Mino" ou "Hugeboy Mino", com outros rappers underground que tornaram-se idols, como Zico e Kyung do Block B e Taewoon do SPEED. Minho era inicialmente um trainee do grupo Block B, mas deixou o grupo antes mesmo do debut, por motivos pessoais. Em 2011, ele fez a sua estreia como rapper junto ao grupo BoM, da empresa Y2Y Contents; o grupo se separou dois anos depois, devido a falta de popularidade com o público. Em 2013, foi recrutado pela YG Entertainment por meio de audições privadas, depois de ser reconhecido por sua atuação em Março de 2012 no drama The Strongest K-POP Survival, do Channel A.

## WIN: Who Is Next?
Ele foi introduzido no reality show da YG Entertainment chamado WIN: Who Is Next? como parte do Team A. Team A e seus adversários, o Team B eram ambos formados por trainees da YG Entertainment. Os times competiam entre si a fim de estrear como o primeiro grupo masculino da YG depois de oito anos, seguindo o forte legado do BIGBANG. O título de vencedor foi dado ao Team A, composto por Mino, Nam Taehyun, Lee Seunghoon, Kang Seungyoon e Kim Jinwoo, após vencerem três rodadas de voto público e foi determinado que eles debutariam com o nome de WINNER.

## WINNER
Depois de vários atrasos, WINNER fez a sua estreia coreano em 15 de agosto no YG Family Concert e em seguida sua primeira performance em 17 de agosto, no programa Inkigayo. Em 10 de Setembro, o grupo realizou sua estréia no Japão. A estreia do WINNER é considerada uma dos melhores de K-pop de 2014. Mino é o rapper principal do WINNER e um dos dançarinos.

## Créditos de produção
| Artista       | Música             | Função                      | Album                   |
| ------------- | ------------------ | --------------------------- | ----------------------- |
| Winner        | "Go Up"            | Co-escritor e co-compositor | YG WIN, ‘FINALE BATTLE’ |
| Winner        | "Just Another Boy" | Co-escritor e co-compositor | YG WIN, ‘FINALE BATTLE’ |
| Winner        | "Empty"            | Co-compositor               | 2014 S/S                |
| Winner        | "Color Ring"       | Co-compositor               | 2014 S/S                |
| Winner        | "Don't Flirt"      | Co-compositor               | 2014 S/S                |
| Winner        | "But"              | Co-compositor               | 2014 S/S                |
| Winner        | "Tonight"          | Co-compositor               | 2014 S/S                |
| Winner        | "Love is A Lie"    | Co-Compositor & Escritor    | 2014 S/S                |
| Winner        | "Different"        | Co-compositor & Co-escritor | 2014 S/S                |
| Winner        | "Smile Again"      | Co-compositor & Co-escritor | 2014 S/S                |
| Winner        | "I'm Him"          | Co-Compositor & Escritor    | 2014 S/S                |
| Yoon Jongshin | "Wild Boy"         | Co-Escritor                 | Monthly Yoon Jongshin   |
| Epik High     | "Born Hater"       | Co-escritor                 | Shoebox                 |

### Vídeos
| Ano  | Título          | Artista   | Duração |
| ---- | --------------- | --------- | ------- |
| 2013 | Ringa Linga     | Taeyang   | 3:49    |
| 2014 | Empty           | Winner    | 4:07    |
| 2014 | COLOR RING      | Winner    | 4:24    |
| 2014 | I'M HIM         | Próprio   | 3:21    |
| 2014 | Born Hater      | Epik High | 5:27    |
| 2016 | SENTIMENTAL     | Winner    | 3:44    |
| 2016 | BABY BABY       | Winner    | 5:05    |
| 2016 | I'M YOUNG       | Winner    | 5:40    |
| 2016 | BODY            | Próprio   | 3:19    |
| 2016 | FULL HOUSE      | MOBB      | 3:45    |
| 2016 | HIT ME          | MOBB      | 4:21    |
| 2017 | REALLY REALLY   | Winner    | 3:40    |
| 2017 | FOOL            | Winner    | 3:54    |
| 2017 | LOVE ME LOVE ME | Winner    | 3:43    |
| 2017 | ISLAND          | Winner    | 3:37    |

### Televisão
| Ano  | Rede      | Título                        | Papel                           |
| ---- | --------- | ----------------------------- | ------------------------------- |
| 2012 | Channel A | K-POP - The Ultimate Audition | Park Ki-bum                     |
| 2013 | Mnet      | Who is Next: WIN              | Team A member                   |
| 2015 | Mnet      | Show Me the Money 4           | Contestant                      |
| 2016 | JTBC      | Tribe of Hip Hop              | Producer                        |
| 2016 | JTBC      | Half-Moon Friends             | Regular Cast                    |
| 2016 | SBS MTV   | The Collaboration             | Contestant                      |
| 2017 | tvN       | New Journey to the West       | Season 3, Regular Cast          |
| 2017 | tvN       | New Journey to the West       | Season 4, Regular Cast          |
| 2017 | JTBC      | Knowing Bros                  | Episode 90, Guest, with Taeyang |

## Hosting
| Ano  | Título                | Papel                                                                 | Rede de televisão |
| ---- | --------------------- | --------------------------------------------------------------------- | ----------------- |
| 2014 | SBS Gayo Daejeon 2014 | Co-Hosted junto com Jung Yong-hwa & L & Nichkhun & Baro & Song Ji-hyo | SBS               |

## Prêmios e indicações
| Ano  | Prêmio                      | Categoria                   | Trabalho nomeado       | Resultado |
| ---- | --------------------------- | --------------------------- | ---------------------- | --------- |
| 2015 | 7th Melon Music Awards      | Prêmio Hot Trend            | "Fear" (feat. Taeyang) | Indicado  |
| 2016 | 5th Gaon Chart K-Pop Awards | Descoberta do Ano (Hip Hop) | N/A                    | Venceu    |